# Ériu
Ériu — ирландский научный журнал, посвящённый изучению ирландского языка, как древнего, так и современного.
Основан в 1904 году как журнал Школы ирландского образования в Дублине. Когда в 1926 году Школа вошла в состав Ирландской королевской академии, академия взяла на себя издания журнала в том же формате и с тем же названием. Первоначально журнал публиковался ежегодно в двух частях, но после тома III издание двух частей начало занимать больше года, и некоторые тома датированы двумя годами (например, том IV — 1908—1910). Постепенно от этой практики отказались и сейчас журнал выходит в одном томе. В первые годы издания журнала к нему также публиковались приложения (например, издание Похищения быка из Куальнге); позднее издатели отказались от этой практики.
Первыми редакторами журнала были Куно Мейер и Д. Строн. Позднее журнал выходил под редакцией таких видных филологов и лингвистов, как Р. И. Бест, О. Бёргин, Э. Нотт, Т. Ф. О’Рахилли, Д. Грин. В настоящее время редакторами Ériu являются Р. Баумгартен, Л. Бретнах и Д. Мак-Манус. Издание журнала продолжается по настоящий момент, том LVIII выпущен в 2008 году. Статьи публикуются на английском или ирландском языке.